# グーフィーのバスケットボール
『グーフィーのバスケットボール』（原題：Double Dribble）は、ウォルト・ディズニー・プロダクション（現：ウォルト・ディズニー・カンパニー）が製作した1946年12月20日公開のアニメーション短編映画作品。グーフィーの短編映画シリーズの21作目である。またグーフィーの短編映画がスクリーンで上映されたのは1942年公開の「グーフィーの野球教室」以来4年ぶりとなる。

## あらすじ
グーフィーが応援するP.U.の他の選手より背が小さいがやる気は人一倍あるグーフィー（メイシュ）が逆転のシュートを決めるストーリーを中心にナレーションが解説をしながらバスケットボールの説明をする。

## スタッフ
- 製作：ウォルト・ディズニー、ロイ・O・ディズニー
- 監督：ジャック・ハンナ
- 作画：ビル・ジャスティス、ジョン・シブレー、ヒュー・フレーザー、アンディー・イングマン
- 脚本：ビル・バーグ、ミルト・バンタ
- 音楽：オリバー・ウォレス
- 美術：エール・グレイシー
- 背景：モーリス・グリーンバーグ

## キャスト
| キャラクター | 原語版               | 旧吹き替え版 | 新吹き替え版 |
| ------------ | -------------------- | ------------ | ------------ |
| グーフィー   | ピント・コルヴィッグ | 小山武宏     | 島香裕       |
| ナレーター   |                      | 江原正士     | 山寺宏一     |